# American Summer
American Summer är en kommande amerikansk komedifilm. Den är regisserad av Michael W. Gray som även skrivit filmens manus tillsammans med Jennifer B. White och Marc Prey.

## Handling
Filmen handlar om Mikey (Steve Guttenberg), nu i 60-årsåldern, som återupplever sin barndom under en av de bästa somrarna i sitt liv.

## Rollista (i urval)
- Steve Guttenberg
- Christie Brinkley
- Logan Gray
- Mia Talerico
- Dan Lauria
- Cullen Moss
- Lee Mazzilli
- Luis Sojo